# Streženice
Streženice – wieś (obec) na Słowacji, w kraju trenczyńskim, w powiecie Púchov.